# 西沢定吉

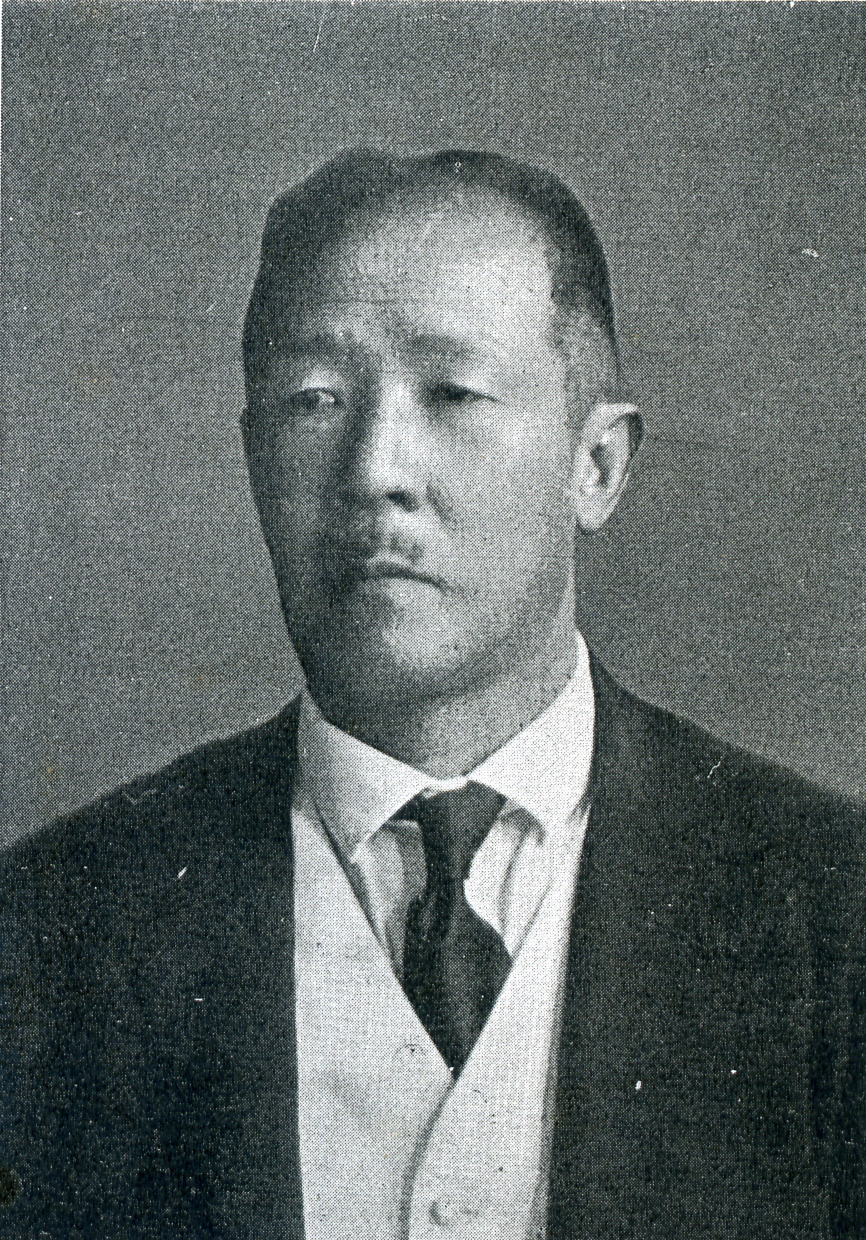
西沢定吉

西沢 定吉（にしざわ さだきち、明治4年11月4日（1871年12月15日） - 昭和16年（1941年）9月24日）は、日本の衆議院議員（立憲政友会）、天童町長。

## 経歴
山形県西村山郡大谷村（現在の朝日町）出身。1890年（明治23年）、宮城農学校（現在の宮城県農業高等学校）を卒業。翌年、専修学校（現在の専修大学）理財科に入学し、1893年（明治26年）に卒業した。
1900年（明治33年）より郡農会議員・県農会議員を務め、1903年（明治36年）には県会議員・東村山郡会議員に選出された。
1908年（明治41年）、第10回衆議院議員総選挙に出馬し、当選。4期務めた（第10回、第14回、第15回、第17回）。また天童町長も務めた（1916-1917年、1922-1924年、1924-1928年）。